# Darlington (circonscription britannique)

Darlington dans le comté de Durham.

La circonscription de Darlington  est une circonscription électorale britannique située dans le comté de Durham et représentée à la Chambre des communes du Parlement britannique.